# 花鳥風月 (パチンコ)
『花鳥風月』（かちょうふうげつ）は、1992年にソフィアが開発し、西陣が発売したデジパチ機。『花鳥風月』は発売時の名称であり、実際の型式名は『ルーキーデジロイド』である。連チャン率は約32%で、当時の機種としては高めだった。

## 概要
- 旧要件機の『ルーキーNX』よりデジタルと音楽が流用されている。デジタル表示はLEDを用いた7セグメントデジタル。
- セル盤面には当時としては珍しい和風テイストなイラストが描かれている。この流れは後の『花らんまん』、『春一番』、『CR花満開』などへと受け継がれた。
- 電チューおよび電チュー開放抽選用のミニデジタルが搭載されている。確率変動や時短が存在しないため、開放延長や回転時間短縮はない。
- 大当たり判定は、68%の確率で前回の数値から乱数を加算し、その数値を使用する方式となっている。ただし、32%の確率で0が加算され前回の数値がそのまま使用される。
  - この方式により大当たり終了後に前回の数値が使用されれば、1回転で再度大当たりが発生する仕組みになっている。乱数の加算は当たり、外れを問わず無条件に行っているため、初当たりの確率は1/323と低くなっている。

## スペック
- ルーキーデジロイド（1992年）
  - 大当たり確率 1/220（メーカー発表値）1/323（初当たり）
  - 大当たり図柄 「000 - 999、AAA、FFF、HHH、JJJ、PPP」
  - 賞球数 7&15 大当たり最高継続 16R10C